# Morti nel 1117
| Questa pagina contiene informazioni ricavate automaticamente dalle voci biografiche con l'ausilio del template Bio e di un bot. L'aggiornamento è periodico e automatico e ricostruisce completamente la pagina. Se manca una persona in questa lista, sei pregato di non aggiungerla, ma accertati piuttosto che la sua voce biografica contenga il template Bio e che i dati anagrafici siano correttamente compilati. Se il template Bio manca, inseriscilo tu stesso o, in alternativa, metti l'avviso {{tmp\|Bio}} che ne segnala la mancanza. Se i dati riportati sono sbagliati, correggi direttamente la voce biografica; le modifiche saranno visibili in questa lista entro pochi giorni. Per chiarimenti vedi il progetto biografie. La lista contiene solo le 13 persone che sono citate nell'enciclopedia e per le quali è stato implementato correttamente il template Bio. Pagina aggiornata al 13 gen 2025. |

- 14 febbraio - Bertrada di Montfort, regina francese
- 25 febbraio - Roberto d'Arbrissel, teologo francese
- 11 aprile - Tescelino il Sauro, nobile francese
- 14 aprile - Bernardo di Tiron, monaco cristiano francese (n. 1046)
- 23 aprile - Giorgio di Suelli, vescovo italiano
- 6 agosto - Pietro Grossolano, arcivescovo cattolico italiano
- 28 novembre - Filippa di Tolosa, nobildonna
- 9 dicembre - Pedro Ansúrez, politico e militare spagnolo
- 9 dicembre - Gertrude di Brunswick, nobildonna tedesca
- Anselmo di Laon, filosofo e teologo francese
- Ibn Tifilwit
- Pietro Modoliense, cardinale italiano
- Niceta di Eraclea, arcivescovo ortodosso e scrittore bizantino (n. 1030)